# Montreal Crystals
Montreal Crystals (oficiálním názvem: Crystals Hockey Club) byl amatérský kanadský klub ledního hokeje, který sídlil v Montréalu v provincii Québec. V letech 1887–1895 působil v soutěži Amateur Hockey Association of Canada. Své domácí zápasy odehrával v hale Victoria Skating Rink. Zanikl v roce 1895 po fúzi s Montrealem Shamrocks.

## Historické názvy
Zdroj: 
- 1885 – Montreal Crystals
- 1890 – Montreal Dominions
- 1891 – Montreal Crescents
- 1893 – Montreal Crystals

## Umístění v jednotlivých sezonách
Stručný přehled
Zdroj: 
- 1887–1895: Amateur Hockey Association of Canada

Jednotlivé ročníky
Zdroj: 
Legenda: Z - zápasy, V - výhry, VP - výhry v prodloužení, R - remízy, P - porážky, PP - porážky v prodloužení, VG - vstřelené góly, OG - obdržené góly, +/- - rozdíl skóre, B - body, fialové podbarvení - reorganizace, změna skupiny či soutěže
| Kanada (1887 – 1895) |      |        |                                            |                                            |                                            |                                            |                                            |                                            |                                            |                                            |                                            |                                            |        |            |
| Sezóny               | Liga | Úroveň | Z                                          | V                                          | VP                                         | R                                          | PP                                         | P                                          | VG                                         | OG                                         | +/-                                        | B                                          | Pozice | Play-off   |
| 1887                 | AHAC | –      | 5                                          | 2                                          | –                                          | 0                                          | –                                          | 3                                          | 7                                          | 12                                         | -5                                         | 4                                          | 2.     | Vítěz AHAC |
| 1888                 | AHAC | –      | 6                                          | 2                                          | –                                          | 0                                          | –                                          | 4                                          | 18                                         | 14                                         | +4                                         | 0                                          | 3.     | –          |
| 1888/89              | AHAC | –      | 6                                          | 3                                          | –                                          | 0                                          | –                                          | 3                                          | 17                                         | 16                                         | +1                                         | 6                                          | 2.     | –          |
| 1890                 | AHAC | –      | 3                                          | 0                                          | –                                          | 0                                          | –                                          | 3                                          | 3                                          | 15                                         | -12                                        | 0                                          | 3.     | –          |
| 1891                 | AHAC | –      | 2                                          | 0                                          | –                                          | 0                                          | –                                          | 2                                          | 3                                          | 10                                         | -7                                         | 0                                          | 5.     | –          |
| 1892                 | AHAC | –      | Klub se v této sezóně soutěže nezúčastnil. | Klub se v této sezóně soutěže nezúčastnil. | Klub se v této sezóně soutěže nezúčastnil. | Klub se v této sezóně soutěže nezúčastnil. | Klub se v této sezóně soutěže nezúčastnil. | Klub se v této sezóně soutěže nezúčastnil. | Klub se v této sezóně soutěže nezúčastnil. | Klub se v této sezóně soutěže nezúčastnil. | Klub se v této sezóně soutěže nezúčastnil. | Klub se v této sezóně soutěže nezúčastnil. | –.     | –          |
| 1893                 | AHAC | –      | 8                                          | 3                                          | –                                          | 0                                          | –                                          | 5                                          | 25                                         | 34                                         | -9                                         | 6                                          | 3.     | –          |
| 1894                 | AHAC | –      | 8                                          | 0                                          | –                                          | 0                                          | –                                          | 8                                          | 10                                         | 43                                         | -33                                        | 0                                          | 5.     | –          |
| 1895                 | AHAC | –      | 7                                          | 3                                          | –                                          | 0                                          | –                                          | 4                                          | 21                                         | 39                                         | -18                                        | 6                                          | 4.     | –          |